# سرگی تاراسوف
سرگی تاراسوف (روسی: Серге́й Петро́вич Тара́сов؛ زادهٔ ۱۵ فوریهٔ ۱۹۶۵) ورزشکار دوگانه اهل روسیه بود.